# Kanic písmenkový
Kanic písmenkový (Serranus scriba) je mořská ryba z čeledi kanicovitých.

## Areál rozšíření
Kanic písmenkový žije jednotlivě při pobřeží nad skalnatým dnem v hloubce kolem 30 metrů, někdy až do 150 metrů. Tento druh se vyskytuje ve východním Atlantiku a ve Středozemním a Černém moři.

## Popis
Dosahují velikosti až 36 cm, mají dlouhé protáhlé tělo a příčné tmavé pruhy. Jedná se o simultánní hermafrodity, jelikož mají současně funkční samčí i samičí pohlavní ústrojí.

## Potrava
V přírodě se živí menšími rybami, korýši a měkkýši. V zajetí přijímá mraženou i tabletovou potravu.

## Chov v zajetí
Vyžaduje velkou nádrž s teplotou vody 25 °C a s prostornější jeskyní jako úkrytem. V nádrži se doporučuje chovat pouze jednoho jedince tohoto druhu. Lze jej chovat pouze s dostatečně velkými rybami jiných druhů.